# Красные Горки (посёлок, Москва)
Красные Горки — посёлок в Новомосковском административном округе Москвы  (до 1 июля 2012 года был в составе Наро-Фоминского района Московской области). Входит в состав поселения Марушкинское.

## Население
| 2002 | 2010 |
| ---- | ---- |
| 56   | ↗61  |

Согласно Всероссийской переписи, в 2002 году в посёлке проживало 56 человек (19 мужчин и 37 женщин); преобладающая национальность — русские (89%). По данным на 2005 год, в посёлке проживало 57 человек.

## Расположение
Посёлок Красные Горки находится примерно в 15 км к западу от центра города Московский. Ближайшие населённые пункты — деревня Власово и город Апрелевка. В километре к северу от посёлка находится станция Крёкшино Киевского направления МЖД.